# Estadio Ministro Brin y Senguel
Het Estadio Ministro Brin y Senguel was een voetbalstadion in La Boca, een wijk in de Argentijnse hoofdstad Buenos Aires.
In dit stadion speelde CA Boca Juniors zijn thuiswedstrijden. In het stadion was plaats voor 25.000 toeschouwers. Het stadion werd in 1924 gesloten, CA Boca Juniors ging gebruik maken van een andere locatie.

## Zuid-Amerikaans kampioenschap
In 1925 werd dit stadion gebruikt voor voetbalwedstrijden op het Zuid-Amerikaans kampioenschap (thans: Copa América), dat van 29 november 1925 tot en met 25 december 1925 in Argentinië werd gehouden. Vier van de zes wedstrijden werden in dit stadion gespeeld.

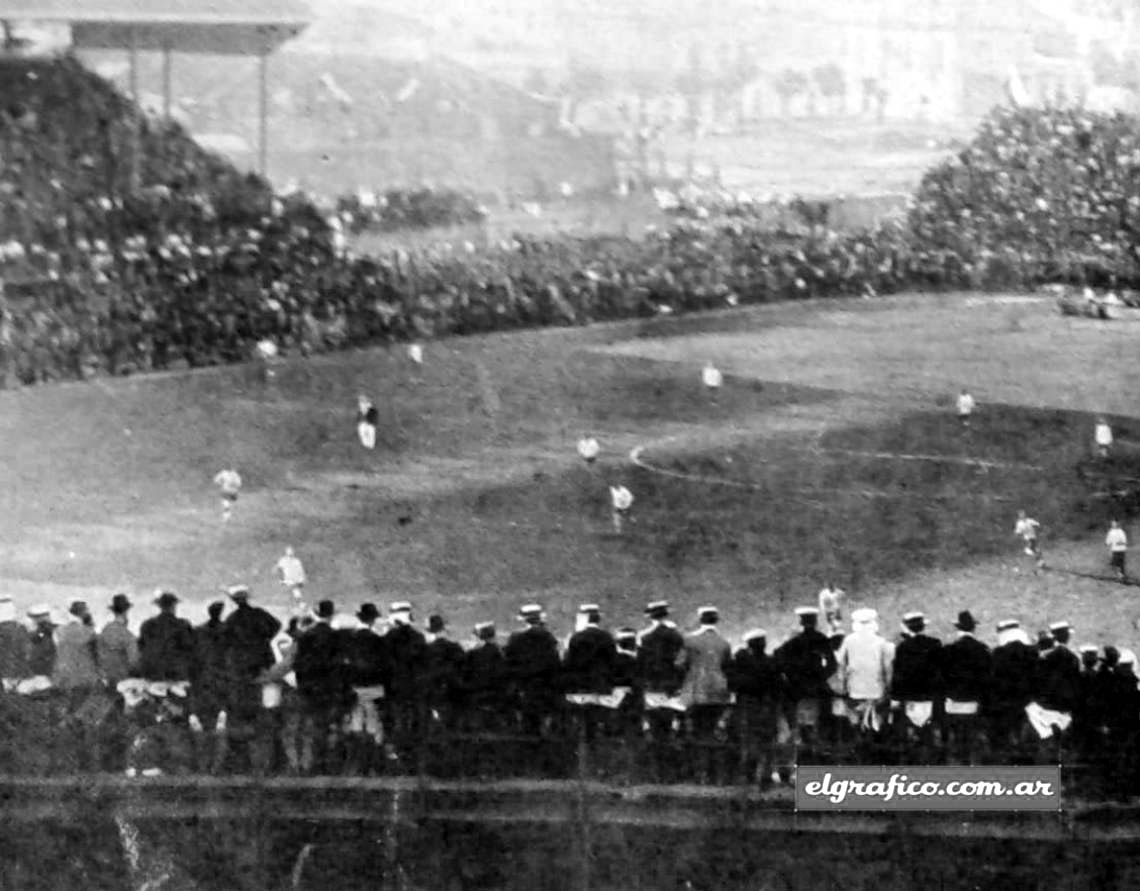
Foto gemaakt tijdens de wedstrijd Argentinië tegen Paraguay op het Zuid-Amerikaans kampioenschap 1925.